# Équipe d'Australie de rugby à XV au tri-nations 2003
 (septembre 2023).
Si vous disposez d'ouvrages ou d'articles de référence ou si vous connaissez des sites web de qualité traitant du thème abordé ici, merci de compléter l'article en donnant les références utiles à sa vérifiabilité et en les liant à la section « Notes et références ».
L’Équipe d'Australie de rugby à XV au tri-nations 2003 est composée de 24 joueurs. Elle termine deuxième de la compétition avec 6 points, une victoire et trois défaites.

## Classement
| Rang | Pays                 | J | V | N | D | Bo | Bd | Pm  | Pe  | Diff | Pts |
| ---- | -------------------- | - | - | - | - | -- | -- | --- | --- | ---- | --- |
| 1    | Nouvelle-Zélande (T) | 4 | 4 | 0 | 0 | 2  | 0  | 142 | 65  | +77  | 18  |
| 2    | Australie            | 4 | 1 | 0 | 3 | 0  | 2  | 89  | 106 | -17  | 6   |
| 3    | Afrique du Sud       | 4 | 1 | 0 | 3 | 0  | 0  | 62  | 122 | -60  | 4   |

|  | Vainqueur de la compétition (no 1). |
|  | T : Tenant du titre 2002            |

Attribution des points : victoire sur tapis vert : 5, victoire : 4, match nul : 2, défaite : 0, forfait : -2 ; plus les bonus (offensif : 3 essais de plus que l'adversaire ; défensif : défaite par 7 points d'écart ou moins).
Règles de classement : ?

## Effectif

### Première ligne
- Bill Young
- Jeremy Paul
- Brendan Cannon
- Patricio Noriega
- Adam Freier
- Ben Darwin
- Glenn Panoho

### Deuxième ligne
- Nathan Sharpe
- David Giffin
- Daniel Vickerman

### Troisième ligne
- Phil Waugh
- David Lyons
- Toutai Kefu
- Owen Finegan

### Demi de mêlée
- George Gregan

### Demi d’ouverture
- Stephen Larkham
- Elton Flatley
- Matt Giteau

### Trois quart centre
- Elton Flatley
- Mat Rogers
- Steve Kefu

### Trois quart aile
- Lote Tuqiri
- Wendell Sailor
- Joe Roff

### Arrière
- Chris Latham